# بنحاس ليتبينوفسكي
بنحاس ليتبينوفسكي (بالعبرية: פנחס ליטבינובסקי) (11 أغسطس 1894 - 15 سبتمبر 1985) رسام إسرائيلي.
حصل على جائزة إسرائيل في الرسم في عام 1980.

## حياته
ولد في نوفوغورجيفسك (في الإمبراطورية الروسية وهي حاليا في أوكرانيا). وفي عام 1912 حصل على منحة دراسية في أكاديمية الفنون في أوديسا، حيث التقى بوريس شاتز، الذي دعاه للهجرة إلى فلسطين والدراسة في أكاديمية بتسلئيل للفنون التي أسسها. وقبل ليتبينوفسكي دعوة شاتز، لكنه سرعان ما عاد إلى روسيا وبدأ يدرس هناك في أكاديمية بتروغراد للفنون. وفي عام 1917 تزوج ليزا من عائلة تورغوفسكي.
في عام 1919، بعد الحرب العالمية الأولى، هاجر ليتبينوفسكي مرة أخرى إلى إسرائيل، برفقة زوجته ليزا، على متن السفينة «رسلان». ومن المهاجرين اليهود الآخرين على تلك السفينة: الرسام يوسف زاريتسكي وباروخ أغاداتي والبروفيسور يوسف كلاوسنر.
استقر الزوجان في القدس، لكن سرعان ما انتقلا إلى بلدة بيتانيا عيليت في الجليل. استمر يعمل في الرسم في القدس وحقق أعماله نجاحًا، وفي الأعوام 1924 - 1928 عُرضت أعماله في مسرح «أوهيل» في تل أبيب وفي برج داود (برج القلعة) في القدس.
وفي عام 1926، صمم مجموعة المناظر لمسرحية «المهووس» على مسرح هبيما، حيث التقى الممثلة الإسرائيلية الشهيرة هانا روفينا لأول مرة. وفي عام 1927، صمم ليتبينوفسكي أول شعار لنادي هابوعيل الرياضي، وتمت الموافقة عليه في 28 فبراير 1927.
وانضم ليتبينوفسكي إلى مجموعة «إيغد» للفنانين المعاصرين، والتي ضمت الرسامين آري لوبين، أبراهام ميلنيكوف، زيونا تايجر، حنا أورلوف، يوسف زاريتسكي، حاييم جليكسبيرج، روفين روبين، آري إلويل وناحوم جوتمان. أقامت المجموعة معرضاً عام 1929 في شقة في شارع ألينبي مقابلة لسينما المغربي. وأقامت معرض آخر للفن الحديث في عام 1930 في متحف تل أبيب وكان بعنوان «بدايات الحداثة في الرسم الإسرائيلي 1920-1930».
وفي الثلاثينيات من القرن الماضي، قضى ليتبينوفسكي الكثير من الوقت في باريس وتأثر بلوحات هنري ماتيس وبيكاسو والرسامين اليهود في مدرسة باريس. وفي عام 1935 أقام معرضه الفردي الأول للوحاته في بتسلئيل. وفي تلك الفترة أنشأ مع الرسام موشيه موكيد استوديو مشترك للرسم.
من عام 1949 إلى عام 1955، قام ليتبينوفسكي بجولة في الولايات المتحدة وأوروبا.
وفي عام 1960، وبعد انقطاع دام 17 عامًا، أقام معرضًا في جناح هيلينا روبنشتاين تضمن 180 عملاً من 30 عامًا.
تأثرت لوحات ليتبينوفسكي بتيارات مختلفة وأشهر لوحاته هي البورتريهات، واشتهرت منها لوحات الرئيس جون كينيدي ورئيسة الوزراء غولدا مائير والممثلة هانا روفينا. ويبدو شغفه وتأثره بأعمال بول سيزان في أسلوبه في الرسم والألوان التي استخدمها.

## جوائز
حصل على جائزة ديزنغوف في عام 1939، وجائزة المواطن الفخري للقدس في عام 1970 وجائزة إسرائيل في الرسم عام 1980.

## وفاته
توفي بنحاس ليتبينوفسكي عشية رأس السنة اليهودية في سبتمبر 1985 في القدس، ودُفن في مقبرة هار همنوحوت.
في عام 1986، في الذكرى السنوية الأولى لوفاته، أقيم معرض لأعماله في الكنيست. وفي عام 2010، أقيم معرض «بورتريه وكتاب» في مكتبة جامعة بار إيلان. وتضمن المعرض صور حاخامات رسمها ليتبينوفسكي.